# Liste des aérodromes en Guyane

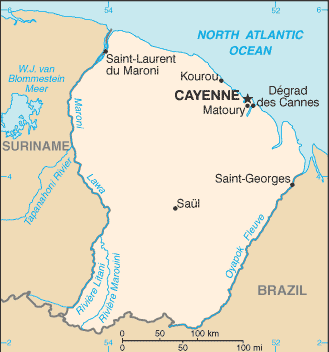
Carte de la Guyane.

Cette liste des aéroports située en Guyane est triée par localité. 
La Guyane est un département d'outre-mer (département d'outre-mer, DOM) de France, situé sur le nord de l''Atlantique côte de l'Amérique du Sud. Sa capitale est Cayenne et a des frontières avec deux nations, le Brésil à l'est et au sud et le Suriname à l'ouest.

## Aéroports
| \| 50 km1:7 108 000 \| Cayenne Saül Saint-Laurent · du-Maroni Saint-Georges · de-l'Oyapock Maripasoula Grand-Santi Régina Camopi Saint-Élie Ouanary |
| 50 km1:7 108 000 |

Les identificateurs de localisation de l'OACI sont liés à la publication d'information aéronautique (AIP) de chaque aéroport, qui est disponible en ligne au format  PDF auprès du Service d'information aéronautique (SIA) . Les emplacements indiqués en gras sont conformes à la page AIP de l'aéroport. Les noms d'aéroport indiqués en gras ont un service aérien commercial régulier. 
Le plus important trafic aérien se passe sur Cayenne. Vient ensuite Maripasoula. 
| Liste des communes de la Guyane | Code OACI des aéroports | Code AITA des aéroports | Aérodrome                               | Usage           | Coordonnées géographiques   |
| ------------------------------- | ----------------------- | ----------------------- | --------------------------------------- | --------------- | --------------------------- |
| Cayenne                         | SOCA                    | CAY                     | Aéroport international Félix-Éboué      | Public          | 4° 49′ 11″ N, 52° 21′ 43″ O |
| Camopi                          | SOOC                    |                         | Aérodrome de Camopi                     | Public/Military | 3° 10′ 20″ N, 52° 20′ 10″ O |
| Grand-Santi                     | SOGS                    |                         | Aérodrome de Grand-Santi                | Restricted      | 4° 17′ 00″ N, 54° 22′ 52″ O |
| Kourou                          | SOOK                    |                         | Aérodrome de Kourou                     |                 | 5° 10′ 25″ N, 52° 41′ 29″ O |
| Maripasoula                     | SOOA                    | MPY                     | Aérodrome de Maripasoula                | Restricted      | 3° 39′ 27″ N, 54° 02′ 14″ O |
| Ouanary                         | SOSA                    |                         | Piste de Ouanary                        |                 | 4° 12′ 36″ N, 51° 40′ 04″ O |
| Régina                          | SOOR                    | REI                     | Aérodrome de Régina                     | Restricted      | 4° 18′ 53″ N, 52° 07′ 54″ O |
| Saint-Georges-de-l'Oyapock      | SOOG                    | OYP                     | Aérodrome de Saint-Georges-de-l'Oyapock | Restricted      | 3° 53′ 36″ N, 51° 48′ 20″ O |
| Saint-Laurent-du-Maroni         | SOOM                    | LDX                     | Aérodrome de Saint-Laurent-du-Maroni    | Public          | 5° 28′ 59″ N, 54° 02′ 04″ O |
| Saül                            | SOOS                    | XAU                     | Aérodrome de Saül                       | Restricted      | 3° 36′ 49″ N, 53° 12′ 15″ O |
| Sinnamary                       | SOOY                    |                         | Sinnamary (en)                          |                 | 5° 22′ 25″ N, 52° 56′ 44″ O |

## Statistiques
Pour des raisons techniques, il est temporairement impossible d'afficher le graphique qui aurait dû être présenté ici.

Voir la requête brute et les sources sur Wikidata.